# Karolina Hrubá-Gelenj
Karolina Hrubá-Gelenj, zřídka Karolina Hrubá z Jelení, zvaná Karla (22. února 1931 Červené Pečky – 4. července 2024 Kolín) byla česká šlechtična z rodu Hrubých z Jelení. V době vlády komunistické strany byla pro svůj šlechtický původ perzekvována.

## Život
Karolina Boromejská Maria Josefa Johanna Nepomucena Michaela Hrubá-Gelenj se narodila na zámku Červené Pečky jako nejmladší dcera Josefa barona Hrubého z Gelenj (1866–1943), který v září 1939 podepsal prohlášení české šlechty, a jeho manželky Karoly (Sarolty) Bukuwkové z Bukuwky (1889–1952). Za války v roce 1942 byla na majetek rodu uvalena vnucená správa. Měla pět sourozenců, kteří neodešli z Československa ani po Únoru 1948, i když o tom uvažovali.
Vyrůstala na zámku v Červených Pečkách. Výchova byla přísná. Otec dětem onikal. Do páté třídy měla domácího učitele, poté chodila na základní školu v Červených Pečkách. Každý ze sourozenců měl své políčko, které musel obdělávat. Za vypěstovanou zeleninu v kuchyni dostávali padesátník. Děti musely pomáhat, od otce  dostávaly výplatu 5 Kčs. Prázdniny rodina trávila na loveckém zámečku v Kamenné Lhotě, který byl později zbořen, nebo na zámku Morány u Uhlířských Janovic, kde Karolina bydlela i po Sametové revoluci. Otec zemřel v roce 1943, když jí bylo jedenáct let.

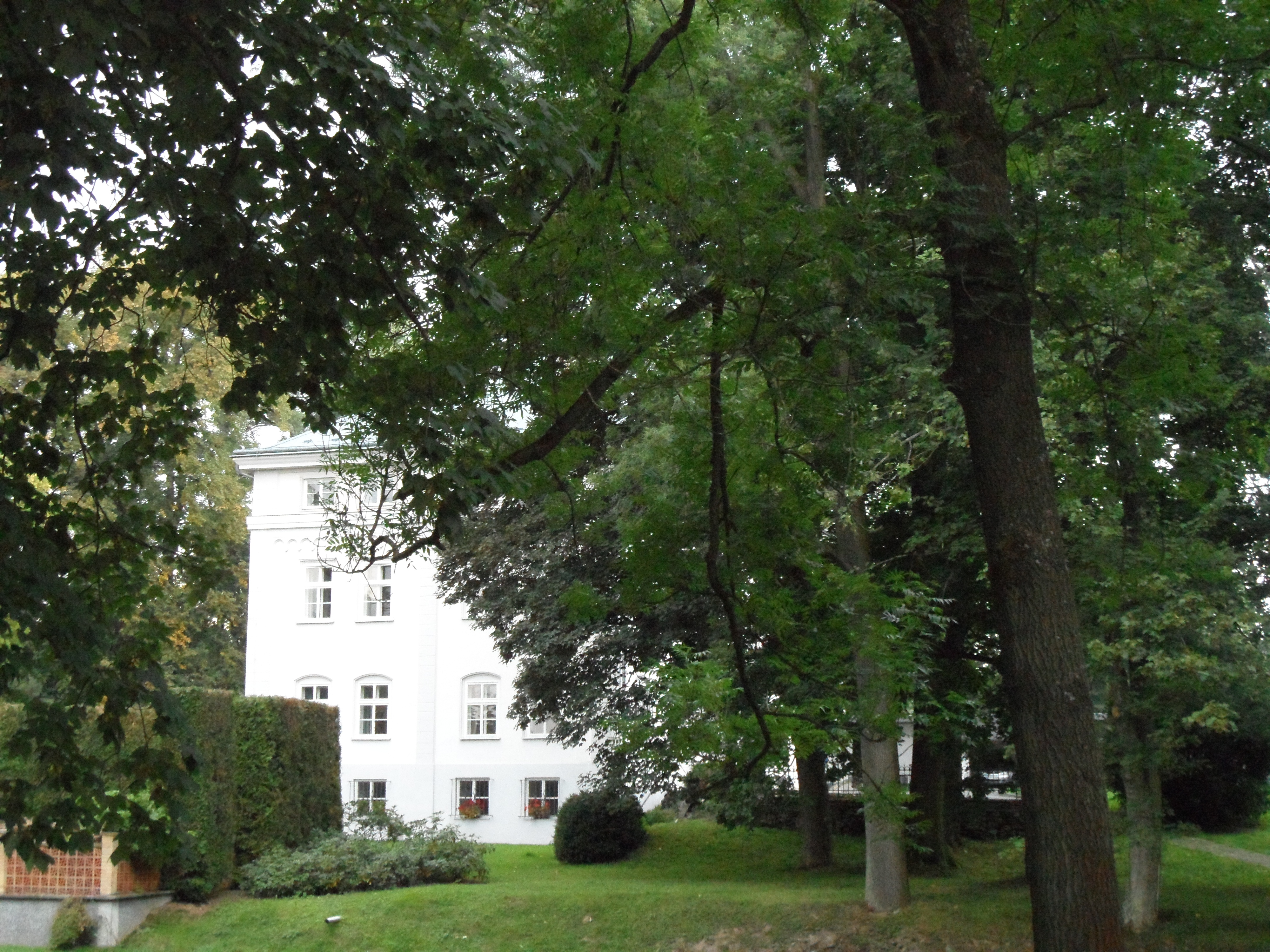
Zámek Morány

V roce 1945 převzal bratr Jaromír s matkou správu statků Červené Pečky a Morány, ke kterým patřily pole, lesy i průmyslové podniky včetně pivovaru (založen v roce 1670) a cihelny. Tehdy neměli skoro žádné zaměstnance, takže všechno museli dělat sami. Po Únoru 1948 byl rodině znárodněn majetek a jim zůstaly pouze líhně, živila je tedy vejce. Navíc bylo několik rodinných příslušníků zatčeno. Sestra Marie Josefa (1924–1996), která studovala vysokou školu zemědělskou, byla držena ve vyšetřovací vazbě na Pankráci sedm a půl měsíců. Její ctitel totiž utekl do Austrálie a poslal jí milostný dopis. Matku Karolu vyslýchali dva týdny. Na začátku roku 1950 byl zatčen i Jaromír a vězněn tři měsíce ve vězení v Kolíně a pak dva roky v táboře nucených prací. Karolina byla zatčena pouze na jeden, protože byla příliš mladá.  Na zámku směli zůstat do roku 1952, pak zámek převzalo vojsko. Byl jim
nabídnut dům v Dolanech, ale byl moc malý. Nakonec se přestěhovali do jedné místnosti do domu krmiče prasat na jejich bývalém dvoře v obci Hranice, kde však nebyla zavedena pitná voda, svítilo se petrolejovými lampami a chybělo WC. Po dvou letech získali malý byt na Malé Straně v Praze.
Karolina v 50. letech 20. století pět let učila na obecné škole v Praze. Ze školy byla vyhozena, když nepřistoupila na nabídku StB, aby spolupracovala. Pak se živila jako uklízečka. Nakonec pracovala 32 let pro Městská divadla pražská, nejprve jako skladnice kostýmů, poté v účtárně.
Zůstala svobodná a bezdětná.

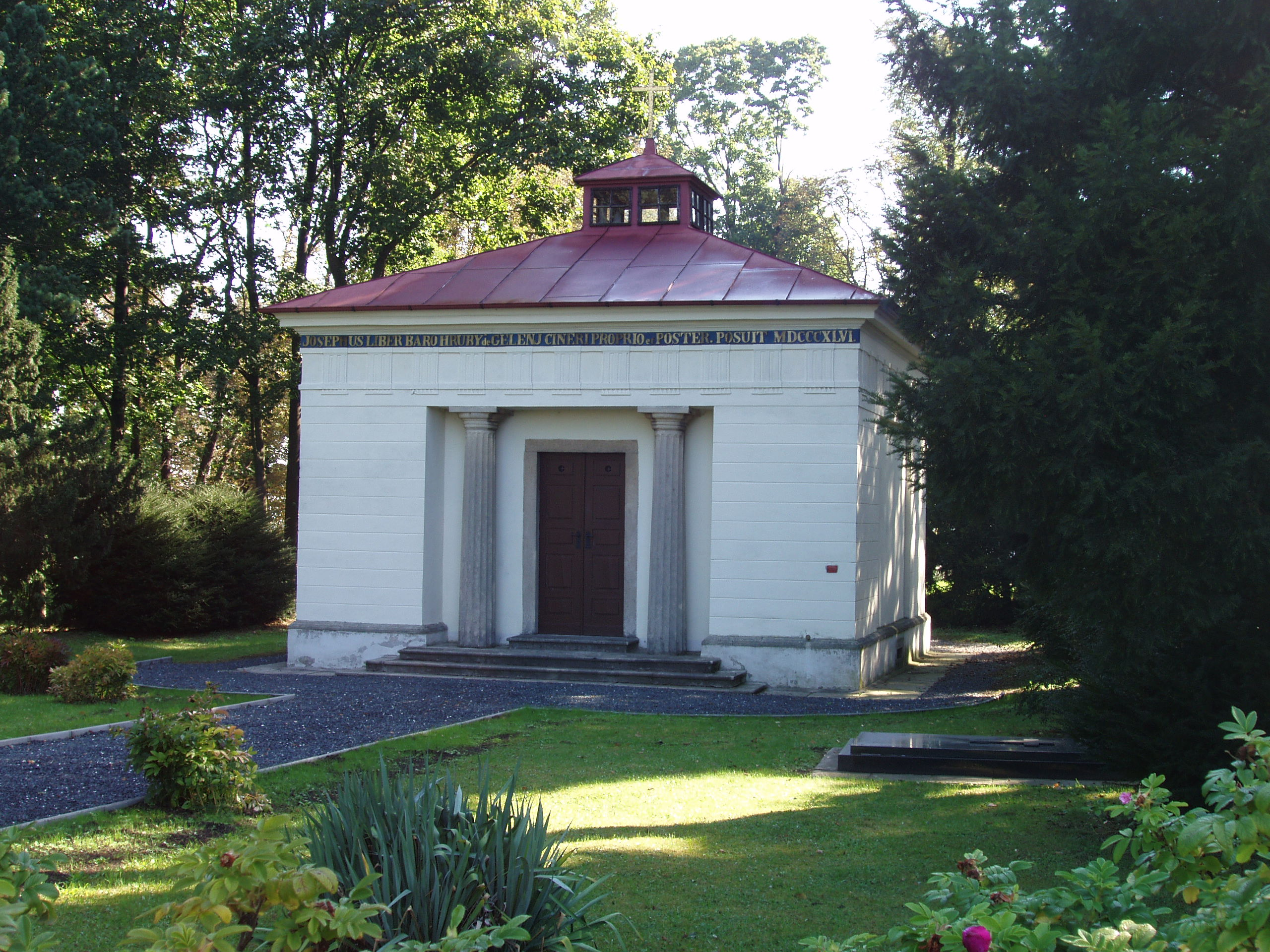
Pohřební kaple Hrubých-Gelenj v Červených Pečkách

V rámci restitucí získal bratr Jaromír po roce 1989 část parku v Pečkách, lesy a zemědělskou půdu nedaleko Uhlířských Janovic a lovecký zámeček Morány. Tam pak Karolina bydlela se sestrou Annou a bratrem Jaromírem. Zámek Červené Pečky nepřevzali, protože byl zdevastovaný.
Zemřela v kolínské nemocnici. Zádušní mše svatá a poslední rozloučení se zemřelou se konalo 23. července 2024 v kostele sv. Petra a Pavla v Čestíně a následující den byly ostatky uloženy za účasti členů rodiny do hrobu před rodinnou hrobkou v Červených Pečkách. Pozůstalým byl bratr Bedřich Hrubý-Gelenj, jenž ale zemřel již 27. prosince 2024.